# 98e régiment d'infanterie (France)
Pour les articles homonymes, voir 98e régiment.

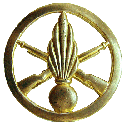
insigne de béret d'infanterie

Le 98e régiment d'infanterie (98e RI), également appelé régiment du bois des loges est un régiment d'infanterie de l'Armée de terre française, à double héritage, créé sous la Révolution à partir du régiment de Bouillon, un régiment français d'Ancien Régime, et du 23e régiment d'infanterie légère créé à partir de la 23e demi-brigade légère de deuxième formation.

## Création et différentes dénominations
Le 98e régiment d’infanterie a la particularité, comme la plupart des régiments d’infanterie portant un numéro entre le 76e et le 99e, d’être l’héritier des traditions de deux régiments : le 98e, et le 23e d'infanterie légère.
- 1er janvier 1791 : à la Révolution, tous les régiments prennent un nom composé du nom de leur arme avec un numéro d'ordre donné selon leur ancienneté. Le régiment de Bouillon devient le 98e régiment d'infanterie de ligne (ci-devant Bouillon) ;
- 29 juillet 1794 : amalgamé il prend le nom de 98e demi-brigade de première formation
- 1er pluviôse an VII (20 janvier 1799) : reformé en tant que 98e demi-brigade de deuxième formation
- 1803 : Lors de la réorganisation des corps d'infanterie français en 1803, le 98e régiment d'infanterie de ligne n'est pas créé et le no 98 disparait jusqu'en 1854.
- En 1854, l'infanterie légère est transformée, et ses régiments sont convertis en unités d'infanterie de ligne, prenant les numéros de 76 à 100. Le 23e régiment d'infanterie légère prend le nom de 98e régiment d'infanterie de ligne.
- 1882 : 98e régiment d’infanterie
- 1914 : à la mobilisation, il met sur pied son régiment de réserve, le 298e régiment d’infanterie

## Chefs de corps
- François Louis (1710-1789), baron, puis (1783) comte de Waldner de Freundstein
- 1791 : Jean Alexandre Ihler, colonel (**) ;
- 1791 : Théodore François Joseph Leclaire, colonel (**) ;
- 1880-1885 : Charles Gustave Castaigne, colonel (*) ;
- Rozée d'Infreville, Colonel ;
- 29 août 1914 - 6 septembre 1914 : Lieutenant-colonel Deffis
- 6 septembre  1914 à 15 octobre 1916: Lieutenant-colonel, puis Colonel Didier
- 15 octobre à 21 octobre 1916: Commandant Ferrand
- 21 octobre 1916 à 1919  Lieutenant-Colonel, puis Colonel Gaube

## Historique des garnisons, combats et batailles

### 98erégimentd’infanterie de ligne

#### Guerres de la Révolution et de l'Empire

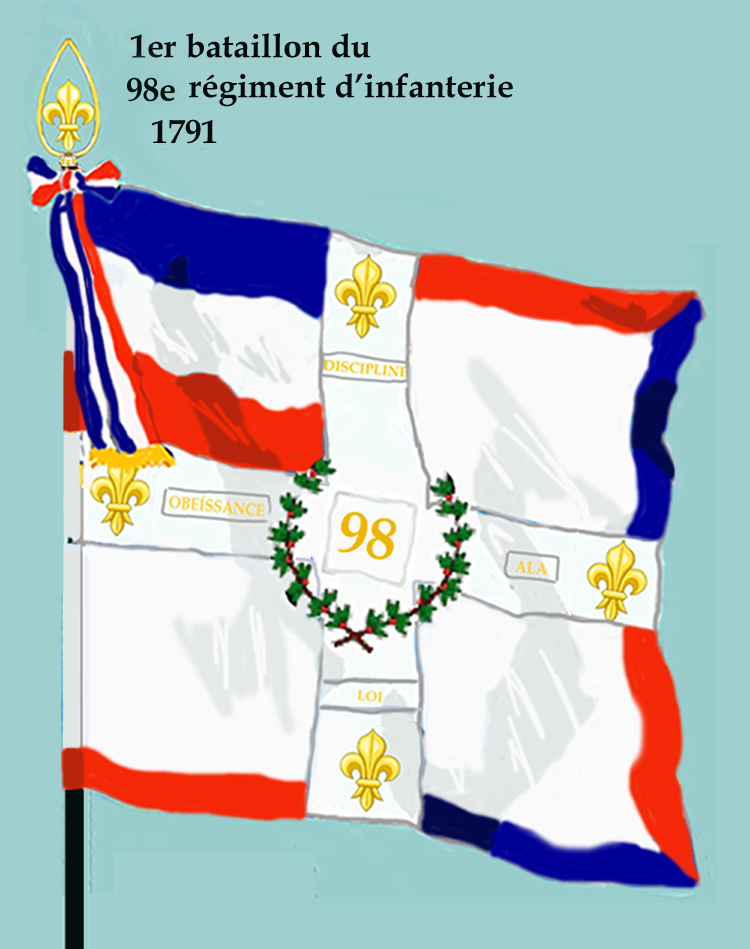
Drapeau du 1er bataillon du 98e régiment d'infanterie de ligne de 1791 à 1793
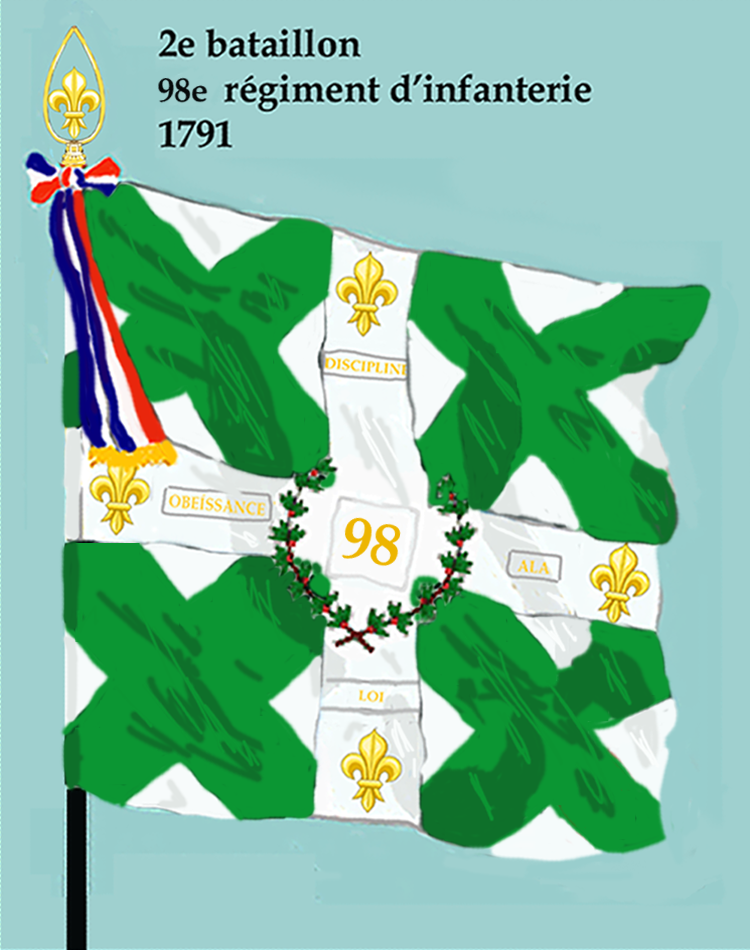
Drapeau du 2e bataillon du 98e régiment d'infanterie de ligne de 1791 à 1793

- 1792 : 
  - Combat de La Croix-aux-Bois
  - Bataille de Valmy
  - Bataille de Jemappes
- 1793 :
  - Armée de Belgique
- 1794 : 
  - Armée du Nord

- Allemagne 1794-1795.
- Corse 1798.
- Elbe 1801.

- Allemagne 1809.
- 1809 : Bataille de Wagram
- Espagne 1811-1813.
- Allemagne 1813.
- 1813 : Bataille de Lutzen (1813)
- France 1814.

#### Second Empire
Le décret du 24 octobre 1854 réorganise les régiments d'infanterie légère les corps de l'armée française. À cet effet le 23e régiment d'infanterie légère prend le numéro 98 et devient le 98e régiment d'infanterie de ligne.
- Crimée 1854-1855.
  - 1854 : Siège de Sébastopol (1854)
- Italie 1859.
  - 1859 : Bataille de Montebello

#### 1870 à 1914
- Guerre franco-allemande de 1870
  - 7 octobre : Bataille de Bellevue
  - Le 24 novembre 1870, durant la guerre franco-allemande 1 compagnie du 98e régiment d'infanterie de ligne qui composait le 44e régiment de marche fut engagé dans les  combats de Chilleurs, Ladon, Boiscommun, Neuville-aux-Bois et Maizières dans le Loiret
- Le 9 janvier 1871, 1 compagnie du 98e régiment d'infanterie de ligne qui composait le 44e régiment de marche fut engagé dans la bataille de Villersexel

98e régiment d’infanterie
- Elle ne cite pas suffisamment ses sources. Vous pouvez indiquer les passages à sourcer avec {{référence nécessaire}} ou {{Référence souhaitée}}, et inclure les références utiles en les liant aux notes de bas de page. (Marqué depuis avril 2022)
- Son texte doit être wikifié : il ne correspond pas à la mise en forme Wikipédia (style, typographie, liens internes, liens entre les wikis, etc.). (Marqué depuis avril 2022)

- Tunisie 1881-1882.

#### Première Guerre mondiale

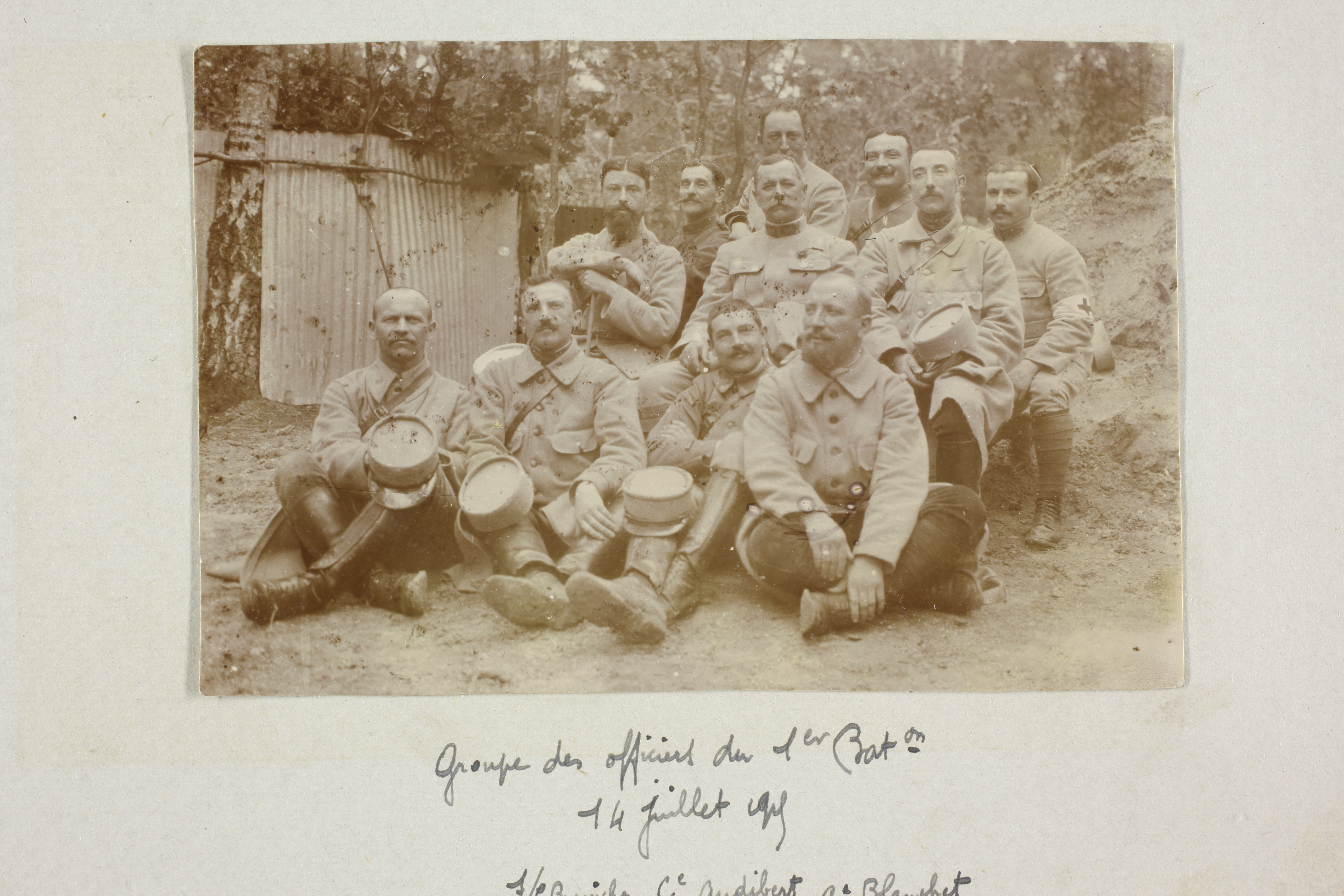
Groupe des officiers du 1er bataillon du en 1915.

En 1914 : casernement Roanne (caserne Werlé et caserne Combe), 50e brigade d'infanterie, 25e division d'infanterie, 13e corps d'armée.

Grande Guerre 1914-1918 (Sarrebourg, Lorquin, la Mortagne, Xafevillers, Ribécourt, Dreslincourt, Attiche, Lassigny, Bois des Loges).

##### 1914
- 2 août au 16 septembre : Bataille de Lorraine, combats de Sarrebourg, Xaffévillers.
- 17 septembre - 8 octobre : Bataille de l'Aisne (1914), Combats de Béthancourt.
- du 4 au 8 octobre : Bataille du Bois des Loges à Beuvraignes. Combat meurtrier qui stoppera l'offensive allemande

##### 1916
- 25 février - 15 octobre :  Bataille de Verdun - Mort-Homme.

##### 1917
- octobre 1916 au 15 mars : Bataille de la Somme, Secteur de Chilly, Repos à Saint-Thiébault.
- 16 mars au 27 juillet : Le repli allemand sur la Ligne Hindenburg.
- 28 juillet - 24 décembre Bataille de Verdun (1917), Secteur d'Avocourt.

##### 1918
- 1918 : Bataille de l'Aisne (1918)

#### Seconde Guerre mondiale
Le 98e RI sous les ordres du colonel Mignon est une unité de la 26e division d'infanterie, rattachée au 6e corps d'armée, 3e armée du général Condé.

Après avoir effectué des manœuvres et de l'entraînement au camp de Mourmelon, le régiment est déployé en appui de la ligne Maginot en mars 1940 dans le secteur de Narbefontaine (SF de Boulay). De mi-mars 1940 au 12 juin 1940 le régiment affronte les nombreuses attaques des troupes ennemies dans le secteur.

Le 12 juin, l'ordre de repli général des unités de l'est amène le régiment le 12 juin sur la Seille, le 15 juin en arrière-garde sur la Nied française où il détruit les ponts. Après une série de replis sous les attaques ennemies, le 18 juin le régiment est en grande partie fait prisonnier par suite de l'attaque en force par l'ennemi à Maixe sur le canal de la Marne au Rhin. Les restes épars du 98e RI se replient vers le sud.
Tous les éléments de la 26e division d'infanterie seront capturés dans la nuit du 20 au 21 juin en forêt de Charmes à l'exception du 14e GRDI.

## Drapeau
Il porte, brodées en lettres d'or, les inscriptions :
- Valmy 1792
- Wagram 1809
- Lutzen 1813
- Sébastopol 1854-55
- Montebello 1859
- Lorraine 1914
- Picardie 1914
- Verdun 1917
- Tardenois 1918

## Décorations décernées au régiment
Sa cravate est décorée de la Croix de guerre 1914-1918  avec quatre citations à l'ordre de l'armée.
La fourragère aux couleurs du ruban de la Médaille militaire.

## Personnalités ayant servi au98eRI
A la 98e demi-brigade
- Auguste Nicolas Lenoir

Au 98e régiment d'infanterie
- Auguste Nicolas Lenoir
- Jean-Julien Chapelant
- René Leriche

## Sources et bibliographie
- Recueil d'historiques de l'infanterie française (général Andolenko, Eurimprim 1969)
- colonel Gaube, Journal des marches et opérations du 98e régiment d'infanterie, du 2 août 1914 au 6 septembre 1919 : Sarrebourg, les Loges, Verdun, la Somme, Saint-Quentin, Avocourt, Grand-Rozoy, la Vesle, Vailly, l'Occupation, Roanne, impr. Souchier, 1924, 345 p., lire en ligne sur Gallica.
- Historique du 98e régiment d'infanterie (et du 23e régiment d'infanterie légère)